# Trunkelsberg
Trunkelsberg è un comune tedesco di 1 788 abitanti, situato nel land della Baviera.